# セイヨウキヅタ
セイヨウキヅタ (学名：Hedera helix) は、ヨーロッパや西アジアのほとんどの地域で自生しているウコギ科の被子植物である。別名アイビー。

## 語源
学名のヘデラ（Hedera）はツタの総称である。小名のヘリックス（helix） は古代ギリシャ語の「ねじれ」を意味する言葉から派生した。 

## 概要
セイヨウキヅタは、 常緑のつる植物であり、高さ20-30メートルに成長し、細根を利用して、崖や壁などによじ登って成長する。また、垂直面以外の場所でも地面を覆うようにして成長する。
葉は互生で、長さ50-100mm、葉柄は15-20mmである。葉は若葉のときは掌状で５裂であるが、成葉になると切れ込みが見られず心臓のような形となる。花は、それぞれ直径3-5センチであり、小さな緑がかった黄色をしている。そして蜜が豊富にあり、晩夏から晩秋までのミツバチや他の昆虫のための重要な食料源となる。 果実は直径6-8 mmで、冬の終わり頃に橙黄色から紫黒色に成熟する。人間にとっては有毒であるが、多くの鳥にとっては重要な食料である。
果実には種子が5個あり、鳥に食べられることにより、広範囲に種子が散布される。

## 自生範囲
セイヨウキヅタは、アイルランド、スカンジナビア半島南部、ポルトガル南部、ウクライナ東部、イランおよびトルコ北部にかけて自生している。 北限地あるいは東限地は冬になると約-2℃になるが、西限地と南西限地では、他種のキヅタに遷移している。

## 栽培と用途
セイヨウキヅタは、観葉植物として広く栽培されている。葉形や葉色（斑）などがバラエティに富み、多数の園芸品種がある。増やし方は、挿し木、水挿し、伏せ芽といった手法で、春か秋に増やすと成功しやすい。また、壁面緑化の定番植物として利用されている。
自生地では、他の生物を数多く集めている。花には、70種以上の昆虫が蜜を求めて集まり、少なくとも16種の鳥が実を食べている。葉は密集した状態になることから緑の避難所としての役割を提供し、また、シカの餌となる。

## 人との関わり
ギリシャでは、婚礼の祭壇に必ずキヅタが飾られる。この祭壇は、結婚を司る神ヒュメナイオスを祀っており、キヅタは結婚を象徴する植物として愛されている。
アメリカでは、東部の名門私立大学8校グループをアイビー・リーグと呼ぶが、名前の由来は諸説あるが、蔦 (Ivy) が絡まる由緒ある古いレンガ造りの校舎を持っていることから命名されたとされている。

## ギャラリー

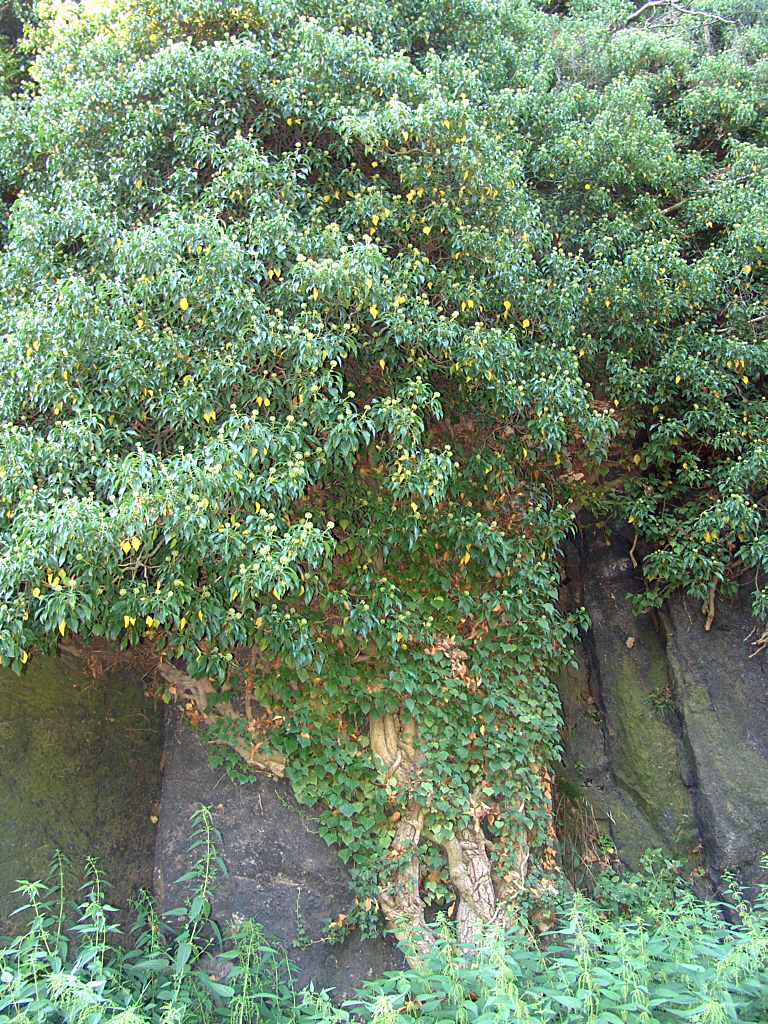
崖を登るセイヨウキヅタ。（チェコ共和国）
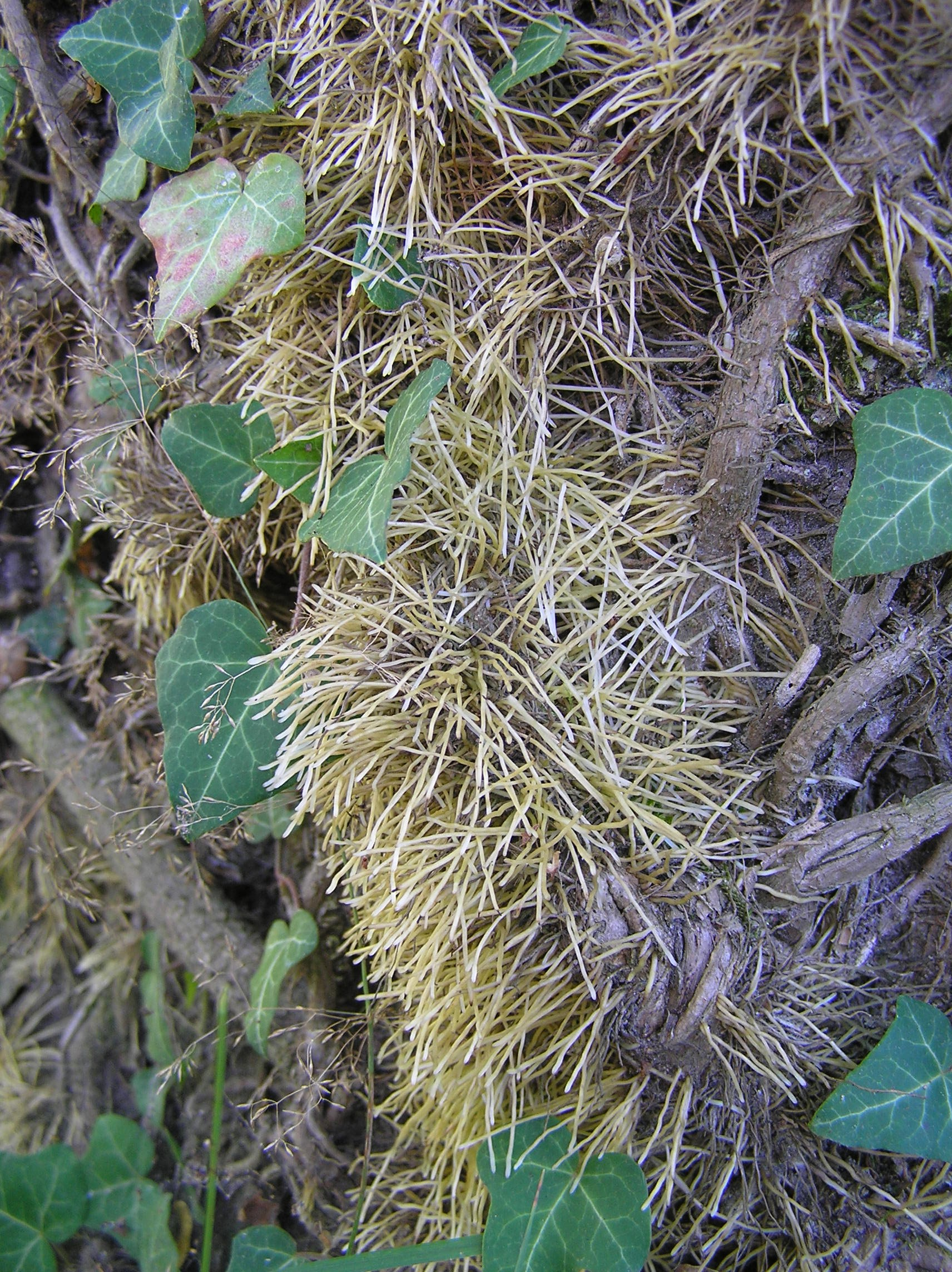
壁あるいは木の幹を登るため細根を茎から生やしている。
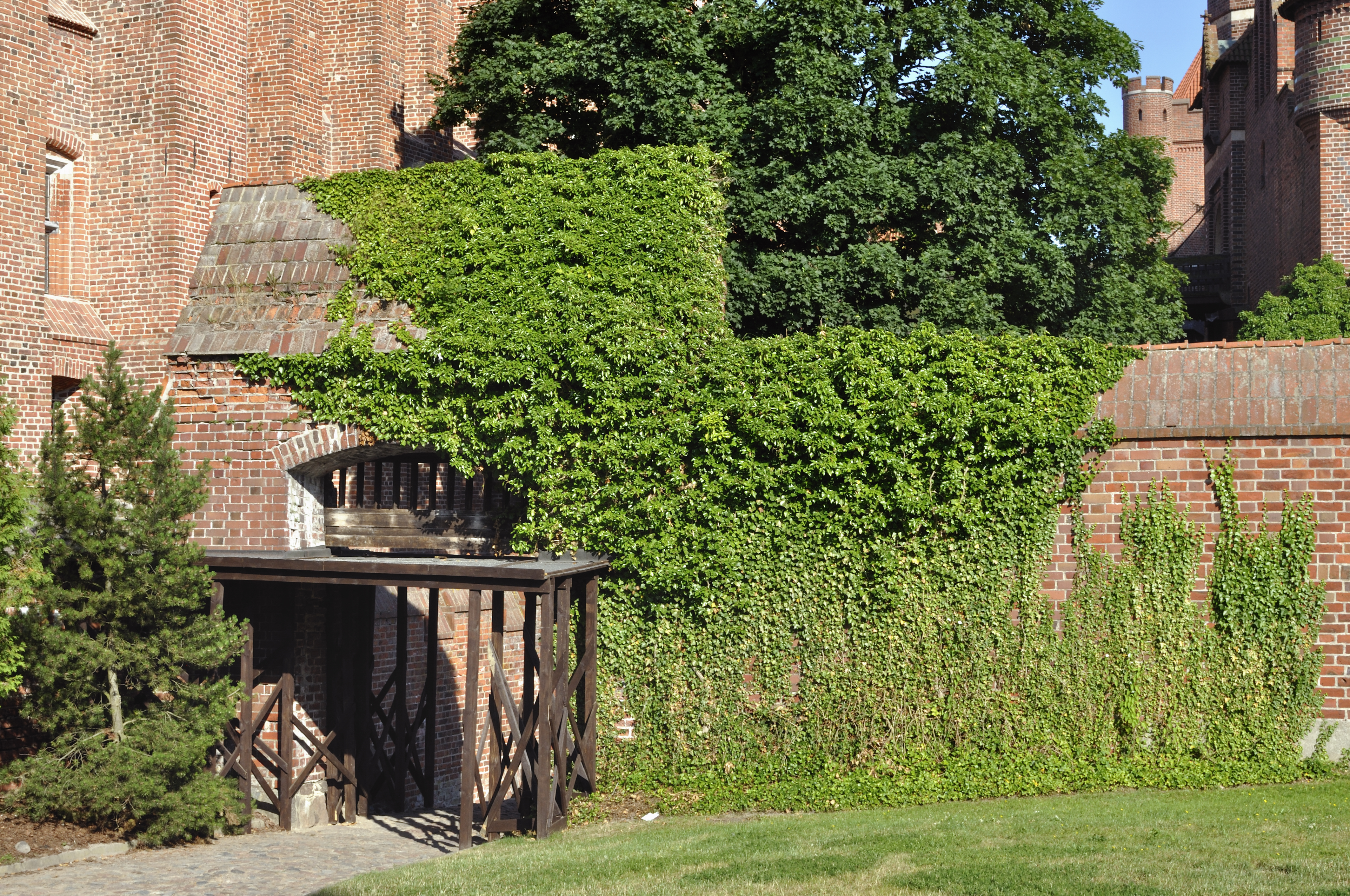
マルボルク城のエントランスを覆うセイヨウキヅタ。
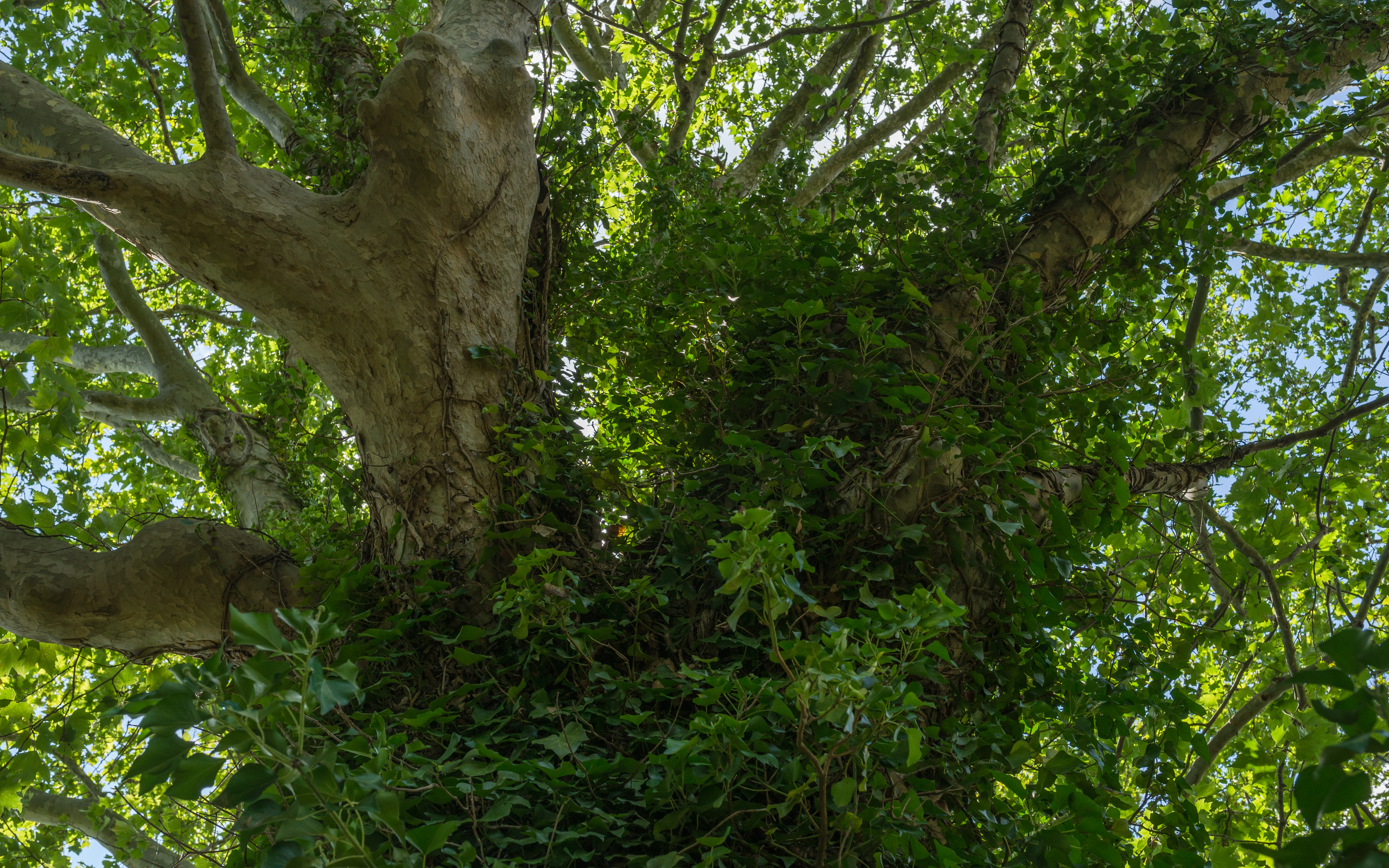
アグドにあるモミジバスズカケノキに絡みつくセイヨウキヅタ。

## 管理上の注意
セイヨウキヅタは、地植えすると成長速度が速くなる。極端に伸びたつるが隣家に侵入するなど、場合によっては近隣とのトラブルに発展しうる厄介な植物になる。

### 侵入生物種
セイヨウキヅタは、他の外来種のように主に人の手によって世界中に広がった。侵入種として指定されている地域もあり、アメリカのオレゴン州では、2010年2月にセイヨウキヅタの輸送、販売、繁殖が禁止された。
現在より湿度の高かった第三紀には温帯雨林が地中海沿岸の地域を覆っており、その名残としてゲッケイジュとセイヨウヒイラギが広く自生している。氷河作用により、セイヨウキヅタはいったん姿を消したが、温暖な気候に戻った時、鳥により再び大陸に広がったと考えられている。 セイヨウキヅタの適用能力により、原産地であるヨーロッパと似た気候であればどの地域でも生育することができ、いくつかの種への分化も見られている。

### 建物への被害
古い建物の壁を覆うアイビーの姿は、多くの場合魅力的な光景である。断熱効果の利点があるが、管理されていなければ問題が生じる。特にセイヨウキヅタは、非常に急速に成長し、茎全体に沿って生えてくる細根によってしがみつく。これらは、壁に見苦しい「あしあと」を残すことになる。除去するのが困難であり、場合によっては高価な再舗装作業を行う必要が出てくることもある。さらに、溝や屋根裏に侵入し、タイルを持ち上げて、排水路を塞ぐこともある。そのことが、ネズミなどの厄介生物の住処となる場合もある。再び生えてこなくするには、根元で切断し、切り株を掘り上げて根絶やしにする必要がある。